# Quadridiplosis
Quadridiplosis är ett släkte av tvåvingar. Quadridiplosis ingår i familjen gallmyggor.
Kladogram enligt Catalogue of Life:
| Quadridiplosis | \| \| Quadridiplosis flexus \| \| \| \| \| \| Quadridiplosis lucis \| \| \| \| |
|                | \| \| Quadridiplosis flexus \| \| \| \| \| \| Quadridiplosis lucis \| \| \| \| |
|                | Quadridiplosis flexus                                                          |
|                |                                                                                |
|                | Quadridiplosis lucis                                                           |
|                |                                                                                |